# Tone Frelih
Tone Frelih, slovenski filmski režiser, scenarist in pisatelj, * 6. september 1945, Bled.
Leta 1995 je diplomiral iz filmske režije in leta 2003 magistriral iz filmske dramaturgije na ljubljanski Akademiji za gledališče, radio, film in televizijo. Na Televiziji Slovenija je delal kot režiser in urednik od leta 1969 do 1982, nato je bil direktor Mednarodnega festivala športnih in turističnih filmov v Kranju (1982–1988) in Filmskega sklada Republike Slovenije (1995–1998). Od leta 2002 do upokojitve leta 2008 je deloval na Ministrstvu za kulturo Republike Slovenije. Kot scenarist in režiser je ustvaril več deset dokumentarnih igranih filmov, za katere je prejel pomembne mednarodne nagrade. Med zadnjimi dokumentarnimi filmi sta bila Mizar za vse čase in Reverz. Je avtor desetih romanov in petih knjig o filmu. Napisal in režiral pa je tudi več radijskih iger, izvedenih na Radiu Ljubljana in Radiu Trst.

### Romani
- Triinšestdeset stopnic
- Umazani posli
- Samomor upokojenega sodnika
- Usodna laž
- Truplo ob progi
- Zamolčana resnica
- Grožnja s smrtjo
- Umor v galeriji
- Krvavi denar
- Skesanec

### Knjige o filmu
- Od pesmi do filma
- Med sanjami in resnico
- Poklon Bertu Sotlarju
- Od epopeje do nostalgije - France Štiglic
- Vojko Duletič-obstranec:ustavljeni čas filma